# Queen's Club Championships 2012
I Queen's Club Championships 2012, noti anche come AEGON Championships per motivi di sponsorizzazione, sono stati un torneo di tennis su campi di erba, facente parte dell'ATP World Tour 250 Series, nell'ambito dell'ATP World Tour 2012. È stata la 119ª edizione dell'evento, e si è giocato nell'impianto del Queen's Club a Londra, in Inghilterra, dall'11 al 17 giugno 2012.

## Partecipanti

### Teste di serie
| Nazionalità | Giocatore          | Ranking* | Testa di serie |
| ----------- | ------------------ | -------- | -------------- |
| Regno Unito | Andy Murray        | 4        | 1              |
| Francia     | Jo-Wilfried Tsonga | 5        | 2              |
| Serbia      | Janko Tipsarević   | 8        | 3              |
| Francia     | Gilles Simon       | 12       | 4              |
| Spagna      | Feliciano López    | 17       | 5              |
| Croazia     | Marin Čilić        | 24       | 6              |
| Stati Uniti | Andy Roddick       | 30       | 7              |
| Francia     | Julien Benneteau   | 32       | 8              |
| Sudafrica   | Kevin Anderson     | 34       | 9              |
| Argentina   | David Nalbandian   | 40       | 10             |
| Cipro       | Marcos Baghdatis   | 42       | 11             |
| Uzbekistan  | Denis Istomin      | 43       | 12             |
| Russia      | Alex Bogomolov Jr. | 46       | 13             |
| Lussemburgo | Gilles Müller      | 54       | 14             |
| Giappone    | Gō Soeda           | 58       | 15             |
| Croazia     | Ivo Karlović       | 59       | 16             |

* Le teste di serie sono basate sul ranking al 28 maggio 2012.

### Altri partecipanti
I seguenti giocatori hanno ricevuto una wild card:
- Jamie Baker[3]
- Liam Broady[3]
- Oliver Golding[3]
- Lleyton Hewitt[4]
- James Ward[4]

I seguenti giocatori sono passati dalle qualificazioni:

- Kenny de Schepper
- Ruben Bemelmans
- Bobby Reynolds
- Evgenij Korolëv

## Campioni

### Singolare
Marin Čilić ha superato  David Nalbandian grazie alla squalifica dell'argentino sul punteggio di 6(3)–7, 4-3.

### Doppio
Maks Mirny /  Daniel Nestor hanno sconfitto in finale  Bob Bryan /  Mike Bryan per 6-3, 6-4.